# Polynemus kapuasensis
Polynemus kapuasensis är en fiskart som beskrevs av Hiroyuki Motomura och Van Oijen 2003. Polynemus kapuasensis ingår i släktet Polynemus och familjen Polynemidae. Inga underarter finns listade i Catalogue of Life.